# کوب (جورجیا)
کوب (به انگلیسی: Cobb) یک منطقهٔ مسکونی در ایالات متحده آمریکا است که در شهرستان سومتر، جورجیا واقع شده‌است.